# 개황기
개황기(학명: Astragalus uliginosus)는 콩과 식물로,  칼 폰 린네가 처음으로 기재했으며 콩과, 황기속에 속한다. 아종 등의 파생 종들은 확인되지 않았다.

## 이용
황기속의 용도와 비슷하며, 아시아에 서식하는 일부 다른 종들과 마찬가지로 약의 재료로 쓰인다.